# Nubuk
A nubuk a nyersbőr külső felületének – szőroldal, színoldal – érdesítésével (felcsiszolásával) készül. Felületén apró bolyhok vannak, így meglehetősen jól ellenáll a szennyeződéseknek és a kopásnak. A nubuk a bőr természetes barkáját is visszaadja, kihangsúlyozza sokféleségét, és életteli színeket mutat. Ezért nagyon kedvelt a divatiparban. A csiszolás nélküli kikészítést nappabőrnek hívják.
A nubukot általában a következőképpen állítják elő:
1. Cserzik a bőrt, majd szükség szerint festékkel színezik.
2. Finom kefékkel átdörzsölik; ez az eljárás megnyitja a bőrt, és csomós vagy egyenletes szerkezetet alakít ki.
3. Forradásos vagy nyomott hatást alakítanak ki a fajta szerint.
4. Néha anilinfestékkel színezik a bőrfelszínt, hogy a szín egyenletessé váljon vagy élénkebb legyen.
5. Fixálót szórnak a felszínre, hogy elmélyítsék a színt, és megóvják a kifakulástól. Gyakran fluorkarbonnnal védik a szennyeződésektől.
6. Majd kallózzák a bőrt, hogy kiemeljék a nubukhatást és megnöveljék a puhaságot.